# Habrocampulum biguttatum
Habrocampulum biguttatum är en stekelart som först beskrevs av Johann Ludwig Christian Gravenhorst 1829.  Habrocampulum biguttatum ingår i släktet Habrocampulum och familjen brokparasitsteklar. Arten är reproducerande i Sverige. Inga underarter finns listade i Catalogue of Life.